# Amt Biesenthal

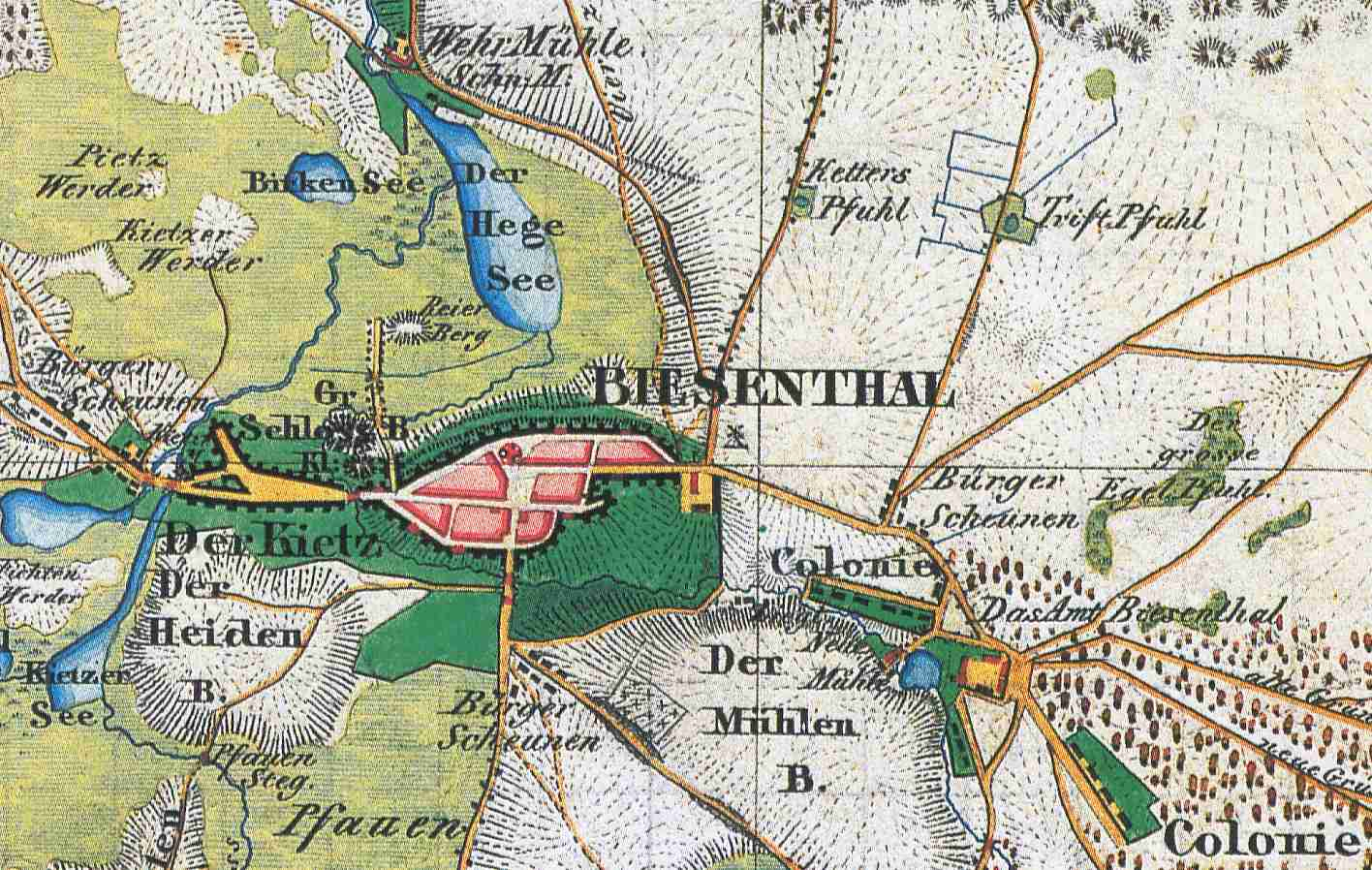
Biesenthal auf dem Urmesstischblatt 3247 Biesenthal von 1840 (Ausschnitt). Das Amtsgebäude, das Vorwerk und die beiden Kolonien lagen um 1840 noch östlich vor Stadt

Das Amt Biesenthal war ein kurfürstlich-brandenburgisches, später königlich-preußisches Domänenamt mit Sitz in der Stadt Biesenthal (Landkreis Barnim, Brandenburg). Das Amtsgebiet erstreckte sich auch auf den benachbarten Landkreis Märkisch-Oderland. Das Amt Biesenthal wurde 1839 aufgelöst und dessen Renten dem Rentamt Neustadt-Eberswalde überwiesen.

## Geschichte
Die 1276 urkundlich erstmals genannte Burg Biesenthal war im 13. Jahrhundert Sitz eines landesherrlichen Vogtes. An die Burg schloss sich ein Kietz an (Fischerdorf) und ein kleiner Marktort mit unregelmäßigem Grundriss. Der Umfang des zugehörigen ursprünglichen Vogteibezirkes ist allerdings unbekannt. 1315 wird Biesenthal als „civitas“ (Stadt) bezeichnet. Burg Biesenthal und Zubehör war 1337 verpfändet worden. 1375 war die Burg im Besitz des Henning v. Stegelitz. Der Markgraf hatte aber noch das Gericht, das Patronat, die Dienste, die Bede und andere Hebungen sowie die Heide. 1397 war Burg und Zubehör in den Besitz des Poppe v. Holzendorf übergegangen. Von 1413 bis 1426 ist Hans v. Uchtenhagen im Besitz von Burg Biesenthal und Zubehör. Im Lehenbrief von 1413 wird das Zubehör zur Burg genannt: Biesenthal mit der kleinen Heide, Danewitz, Rüdnitz, Schöpfurth mit allen Rechten, Nutzungen, Zinsen, Pflege, Gehölzen, Gewässern, Äckern und Mühlen sowie in Basdorf und Wandlitz die Bede und die Dienste. Die Hälfte dieses Besitzes verpfändete Hans v. Uchtenhagen einem Otto von Lossow. Diesen Anteil verkaufte Mathias v. Uchtenhagen 1427 an die Brüder Claus und Wilke v. Arnim sowie an deren Vetter Otto v. Arnim für 700 Schock Groschen. Der Kurfürst überließ ihnen zudem einen Zins von drei Wispeln Roggen aus der Mühle „Lange Rönne“ (heute Langerönner Mühle, Gemeinde Rüdnitz) wegen Schäden, die sie im landesherrlichen Dienst erlitten hatten. Bis 1441 hatten sie auch den anderen Teil der kleinen Herrschaft erworben. In der Biesenthalschen Heide war inzwischen ein Eisenhammer angelegt worden. Sie fassten ihre Besitzungen auf dem Barnim zu einem Amt zusammen, das von einem Vogt verwaltet wurde. Zu diesem Amt gehörten neben Biesenthal die Dörfer Steinfurth, Heckelberg, Beyersdorf, Schwanebeck, Freudenberg, Schönow, die Hälfte von Schönefeld, Gratzow, Wensickendorf, die wüste Feldmark Woltersdorf, Grünthal, Wilmersdorf, Lohme, Tempelfelde, Weesow und Börnicke. 1476 verkauften sie die Bede und die Dienste in den Dörfern Basdorf und Wandlitz an das Kloster Lehnin. Vor 1486 erwarben sie die jeweilige Hälfte der wüsten Feldmarken Melchow und Woltersdorf. Um 1520 erwarben sie auch die zweite Hälfte der wüsten Feldmark Woltersdorf. 1522 teilten Valentin, Achim und Hans v. Arnim auf Gerswalde auf der einen Seite und Valentin und Arnim der Ältere auf Biesenthal gesessen den Besitz auf dem Barnim. 1577 erwarb der brandenburgische Kurfürst Johann Georg dieses Anteil an Biesenthal mit Ausnahme der Dörfer Grünthal, Wilmersdorf, Löhme, Tempelfelde, Weeseow, Börnicke und Gratzow von den damaligen Besitzern Matthäus v. Arnim auf Biesenthal, Otto v. Arnim zu Schönermark und Gerswalde, Franz v. Arnim zu Biesenthal und den Brüdern Kurt und Berend v. Arnim zu Boitzenburg, teils durch Kauf teils durch Tausch. Der Kurfürst wandelte die Besitzung in ein landesherrliches Amt um. Das neue Amt umfasste neben Burg und Städtchen Biesenthal die folgenden Dörfer: Biesenthal die Dörfer Steinfurth, Heckelberg, Beyersdorf, Schwanebeck, Freudenberg, Schönow, die Hälfte von Schönefeld, Wensickendorf, die wüste Feldmark Woltersdorf und die Hälfte der wüsten Feldmark Melchow. 1580 konnte die andere Hälfte der wüsten Feldmark Melchow sowie Tuchen und Sydow erworben werden. 1588 ging das Dorf Sydow wieder verloren. Um 1700 und im weiteren Verlauf des 18. Jahrhunderts wurde neue Ansiedlungen und Manufakturen auf Amtsgebiet eingerichtet. 1685 wurde Lindenberg vom Amt Zehdenick zum Amt Biesenthal verlegt. Es wurde 1748 an das Amt Mühlenhof abgegeben. 1606 wurde Freudenberg gegen Hegermühle vertauscht. Klobbicke wurde 1676 zum Amt erworben. Dagegen wurde Wensickendorf 1651 vom Amt Biesenthal abgetrennt und dem damaligen Amt Bötzow (dem späteren Amt Oranienburg) überwiesen. Das Amt Biesenthal wurde 1839 aufgelöst und die Aufgaben dem Rentamt Neustadt-Eberswalde überwiesen.
1817 gehörten nach dem Ortschaftsverzeichnis des Regierungsbezirkes Potsdam zum Amt Biesenthal folgende Orte und Einzelhäuser (mit einzelnen Ergänzungen aus dem Historischen Ortslexikon für Brandenburg):
- Beiersdorf, heute Ortsteil der Gemeinde Beiersdorf-Freudenberg. Das Dorf war 1482 den v. Holzendorf abgekauft und zur Herrschaft Biesenthal zugeschlagen worden.
- Biesenthal (Amtssitz und Kolonie). Gemeinde im Amt Biesenthal-Barnim. 1776 wurde beim Vorwerk eine Kolonie (Schützenstraße 22–36) errichtet. Eine zweite Kolonie wurde entlang der Lindenstraße angelegt.
- Bornemannspfuhl (Forsthaus zu Klobbicke gehörig). Existiert nicht mehr. Lag südöstlich von Spechthausen in der südöstlichen Ecke der Gemarkung am gleichnamigen kleinen See.
- Bukowscher Teerofen, existiert nicht mehr, wahrscheinlich um/nach 1846 abgebrochen. 1715 wurde dieser Teerofen auf Amtsgebiet erstmals genannt.
- Eiserbude (Forsthaus), Wohnplatz der Stadt Biesenthal. 1822 eingerichtet.
- Danewitz (heute Ortsteil der Gemeinde Biesenthal). Gehörte bereits 1375 zum Zubehör der Burg Biesenthal.
- Freudenberg. Das Dorf wurde mit der Besitzung Biesenthal erworben, wurde jedoch bereits 1606 an die v. Lindstädt abgegeben. 1671 wurde es von Otto von Schwerin zu seiner Herrschaft Alt-Landsberg erworben. 1708 kaufte König Friedrich I. der Herrschaft Alt-Landsberg und wandelte sie in ein landesherrliches Amt um (Amt Alt-Landsberg).
- Gräfenbrück, Forsthaus und Wassermühle, heute Wohnplatz Forsthaus Gräfenbrück, Ortsteil Marienwerder der Gemeinde Marienwerder. Die nahe dabei gelegene Schleuse mit Schleusenwärterhaus gehörte zum Amt Liebenwalde.
- Heckelberg (heute ein Ortsteil der Gemeinde Heckelberg-Brunow). Das Dorf war bereits vor 1472 von den v. Arnims zu ihrer Herrschaft Biesenthal erworben worden. 1554 fiel ihnen auch das Patronat der Kirche zu (vorher Servitenkloster Altlandsberg). 1656 kam der Ort vorübergehend in den Besitz der v. Sparr auf Trampe, 1716 wieder zurück zum Amt Biesenthal.
- Heegermühle (Hegermühle), wurde 1928 in Finow umbenannt, heute der Ortsteil Finow der Stadt Eberswalde. Heegermühle wurde 1606 im Tausch gegen Freudenberg von Christoph v. Lindstedt erworben.
- Hönow (Ortsteil der Gemeinde Hoppegarten). Seit 1268/79 bezog das Kloster Zinna Abgaben aus Hönow. 1375 besaß es zwei Drittel von Pacht und Zins, ein Drittel war im Besitz des Bürgers Krähenfuß in Berlin. Dessen Anteil war bis 1553 ebenfalls an das Kloster gekommen. Mit der Säkularisation von Kloster Zinna 1553 kam Hönow zum Amt Rüdersdorf. Ausgenommen waren Wagendienste und Bede, die die v. Arnim auf Biesenthal schon vor 1412 erworben hatten und bis 1577 behaupteten. Dieser Teil kam mit dem Gut Biesenthal an den brandenburgischen Kurfürsten Johann Georg. 1656 erwarb Otto von Schwerin dieses Teil von Hönow zu seiner Herrschaft Alt-Landsberg.
- Kietz bei Biesenthal, Fischerdorf, in Biesenthal aufgegangen, Fischerstraße und Abschnitt Breite Straße 40 bis 49.
- Kietzmühle, am Westende des Kietz in Biesenthal, existiert nicht mehr (etwa Breite Straße 26a)
- Klobbicke, heute ein Wohnplatz im Ortsteil Tuchen-Klobige der Gemeinde Breydin. Der Große Kurfürst kaufte 1676 Klobbicke der Witwe des Friedrich v. Blumenthal ab.
- Langerönne, Wassermühle, heute Wohnplatz Langerönner Mühle in der Gemeinde Rüdnitz, gehörte schon 1375 zum Zubehör der Burg Biesenthal
- Melchow (Dorf und Vorwerk). Der Ort fiel nach 1375 (und vor 1441 wüst). 1441 erwarben die v. Arnim eine Hälfte der wüsten Feldmark. Sie kam mit dem übrigen Arnim’schen Besitz an das Amt Biesenthal. Bereits zu Zeiten des Amtes wurde 1580 auch die andere Hälfte von den v. Holzendorf gekauft.
- Mittelmühle (Wassermühle, zu Klobbicke gehörig), heute Wohnplatz im Ortsteil Tuchen-Klobbicke der Gemeinde Breydin. Vermutlich 1676 zusammen mit Klobbicke an das Amt gekommen.
- Neue Mühle (Wassermühle, zu Klobbicke gehörig), heute Wohnplatz im Ortsteil Tuchen-Klobbicke der Gemeinde Breydin. Vor 1707 neu auf Amtsgebiet errichtet.
- Neue Mühle (Wassermühle), existiert nicht mehr, zwischen Amt und Kolonie am Sydowfließ gelegen, gehörte gemeinsam der Stadt und dem Amt, 1779 erbaut.
- Rüdnitz, Gemeinde im Amt Biesenthal-Barnim, gehörte schon 1413 zum Zubehör der Burg Biesenthal
- Schönfeld, heute Ortsteil der Stadt Werneuchen. Das Amt Biesenthal hatte hier nur Teilbesitz. Schon vor 1441 gehörten zur Herrschaft Briesenthal die Hebungen von fünf Hüfnern. 1577 wurden die Hebungen von drei Hüfner des Amtes Chorin an das Amt Biesenthal überwiesen. 1831 wurden die Hebungen in Schönfeld dem Besitzer des Dorfes Sydow überlassen.
- Schönholz, heute ein Ortsteil der Gemeinde Melchow. Das Dorf fiel zwischen 1375 und 1441 wüst. Die wüste Feldmark wurde 1580 zum Amt erworben. Das neue Dorf Schönholz wurde 1695/6 auf der Feldmark des alten Dorfes errichtet.
- Schönow, heute ein Ortsteil der Stadt Bernau bei Berlin. Die Hälfte des Dorfes kam schon vor 1441 zur Herrschaft Biesenthal, die andere Hälfte gehörte der Stadt Bernau.
- Schöpfurth, schloss sich 1929 mit Steinfurth zur Gemeinde Finowfurt zusammen. Kam schon vor 1413 zur Herrschaft Biesenthal.
- Schwärze, Teerofen zu Hegermühle gehörig, heute zu Spechthausen gehöriger Wohnplatz (Forsthaus Biesenthaler Straße 80 bis 82)
- Schwanebeck, ein Ortsteil der Gemeinde Panketal. Das Dorf kam zum größten Teil bereits vor 1450 zur Herrschaft Biesenthal.
- Spechthausen, heute ein Ortsteil von Eberswalde. 1708 wurde auf Amtsgelände von dem Hammermeister Johann Georg Specht eine Schneidemühle errichtet und 1709 fertig gestellt. 1709 erhielt er die Genehmigung zum Bau einer Mahlmühle. 1712 richtete er auch einen Eisenhammer ein, dessen Betrieb jedoch schon 1721 eingestellt wurde. 1781 wurde eine Papierfabrik gebaut.
- Steinfurth, schloss sich 1929 mit Schöpfurth zur Gemeinde Finowfurt zusammen, Ortsteil der Stadt Eberswalde. Das Dorf war schon vor 1441 zur Herrschaft Biesenthal gekauft worden.
- Tuchen, heute ein Wohnplatz im Ortsteil Tuchen-Klobbicke der Gemeinde Breydin.
- Wehrmühle Wassermühle zum Kietz in Biesenthal gehörig, heute Wohnplatz Wehrmühle in der Gemeinde Biesenthal.
- Werneuchen. Der Flecken Werneuchen war bis 1416 zum großen Teil in den Besitz der v. Krummensee auf Krummensee und Altlandsberg gekommen. Otto von Schwerin erwarb diesen Teil erst 1666 für die Herrschaft Alt-Landsberg. Ein weiterer Teil hatten v. Arnim auf Biesenthal schon vor 1441 inne. Dieser Teil fiel mit dem Gut Biesenthal 1577 an das Amt Biesenthal. 1684 erwarb Otto von Schwerin (II.), der Sohn des Staatsministers Otto von Schwerin (I.) diesen Anteil für die Herrschaft Alt-Landsberg. Ein weiterer Anteil war seit 1300 im Besitz der Pfarrkirche in Eberswalde und blieb es bis 1737.
- 'Wildtränke (Teerofen, zu Melchow gehörig), heute ein Wohnplatz in der Gemeinde Melchow. Vor 1720 entstanden („Teerschweler Christian Albrecht vom Wildtränkischen Teerofen wohnt schon 24 Jahre dort“). 1846 ging der Teerofen ein, danach Forsthaus.
- Wolfswinkel (Papiermühle), heute ein Wohnplatz der Stadt Eberswalde. 1729 wurde auf Amtsgelände eine Papiermühle angelegt.

Das Amt Biesenthal wurde 1839 aufgelöst, die einzuziehenden Renten wurden dann vom Rentamt Neustadt-Eberswalde eingezogen. Die Ortschaften Schönow und Schwanebeck kamen zum Amt Mühlenhof.

## Amtsgebäude
Das Schloss auf dem Schlossberg, Sitz des Vogtes und später der ersten Amtleute wurde im Dreißigjährigen Krieg zerstört. Nach dem Dreißigjährigen Krieg wurde zunächst in der Stadt ein neues Amtsgebäude errichtet, das aber 1756 dem großen Stadtbrand zum Opfer fiel. Daraufhin wurde etwas außerhalb der Stadt am Sydower Fließ, etwa Plottkealle 3 bis 5.

## Amtleute
Bisher gibt es keine vollständige Liste der Amtleute, die dieses Amt verwaltet haben. Die unvollständige Liste gibt wieder, was bisher publiziert worden ist.
- 1584 Dietrich v. Holzendorf
- 1598 Henning v. Arnim
- 1694 Jobst Hornemann, Amtmann[2]
- 1701–05 Heynemann, Amtmann[3]
- 1705 Neuendorf, Amtmann[3]
- 1713 Neuendorf[4]
- 1731 Ernst Ludwig v. Strantz
- 1748 Splitgerber und Daum[5]
- 1760 David Splitgerber
- 1775 Herr Henschke, Amtsverwalter[6]
- 1780–1788 Hans Ehrenreich v. Bornstedt
- 1798 Zillmer, Oberamtmann[7]
- 1800 Zillmer, Oberamtmann[8]
- 1803 Fischer, Oberamtmann[9]
- 1818 Fischer, Beamter[10]
- 1821 Gründler, Beamter[11]
- 1824 Gründler, Beamter[12]
- 1832 Gründler, Oberamtmann[13]

## Belege